# Fusicoccum ulmi
Fusicoccum ulmi är en svampart som beskrevs av Oudem. 1894. Fusicoccum ulmi ingår i släktet Fusicoccum och familjen Botryosphaeriaceae.   Inga underarter finns listade i Catalogue of Life.